# Мартин, Андреа
Андре́а Ма́ртин (англ. Andrea Martin; род. 15 января 1947) — американская актриса и комик.

## Биография
Родилась в Портленде в армянской семье. Первого успеха достигла в Канаде в начале 1970-х, где появилась в небольших ролях в двух фильмах, одним из которых был слэшер «Чёрное Рождество», ставший первым в жанре молодёжного ужастика. Вскоре она стала постоянной участницей телевизионного скэтч-шоу «SCTV». Объектами её пародий были многие американские знаменитости, включая Барбру Стрейзанд, Этель Мерман, Софи Лорен, Лайзу Миннелли, Линн Редгрейв, Салли Филд, мать Терезу, Полин Кейл, Алиса Б. Токлас и Индиру Ганди.
В 1992 году Мартин дебютировала на Бродвее в мюзикле «Мой лучший год», за роль в котором удостоилась премии «Тони» и ещё пары престижных театральных наград. Помимо этого она также сыграла в бродвейских постановках «Кандид, или Оптимизм», «Оклахома!» и «Скрипач на крыше», за первые две из которых получила номинации на «Тони».
Среди её киноработ наиболее известны фильмы «Всё, что я хочу на Рождество» (1991), «Плутовство» (1997), «Моя большая греческая свадьба» (2002), «Продюсеры» (2005), а также ремейк фильма ужасов «Чёрное Рождество», который был одним из первых в её кинокарьере в 1970-х.
Андреа Мартин была замужем за сценаристом Бобом Долманом, от которого родила двух сыновей.

## Фильмография
| Год  |    | Русское название                      | Оригинальное название                     | Роль                        |
| ---- | -- | ------------------------------------- | ----------------------------------------- | --------------------------- |
| 1971 | ф  | Рыжая леди                            | Foxy Lady                                 | девушка                     |
| 1973 | ф  | Девушки-каннибалы                     | Cannibal Girls                            | Глория Уэллаби              |
| 1974 | ф  | Чёрное Рождество                      | Black Christmas                           | Филлис «Фил» Карлсон        |
| 1980 | ф  | Всё о Моисее                          | Wholly Moses!                             | Сепфора                     |
| 1982 | ф  | Суп на одного                         | Soup for One                              | соблазнительница            |
| 1986 | ф  | Клуб «Рай»                            | Club Paradise                             | Линда Уайт                  |
| 1987 | ф  | Внутреннее пространство               | Innerspace                                | пациентка в приёмной        |
| 1988 | ф  | Марта, Руфь и Эди                     | Martha, Ruth and Edie                     | Руфь                        |
| 1989 | ф  | Внезапное пробуждение                 | Rude Awakening                            | Эйприл Стул                 |
| 1989 | ф  | Это пари стоит выиграть               | Worth Winning                             | Клэр Броуди                 |
| 1990 | ф  | Слишком много солнца                  | Too Much Sun                              | Бэтси Риверс                |
| 1991 | ф  | Сценический дебют                     | Stepping Out                              | Дороти                      |
| 1991 | ф  | Всё, что я хочу на Рождество          | All I Want for Christmas                  | Оливия                      |
| 1991 | ф  | Тед и Венера                          | Ted & Venus                               | бездомная                   |
| 1992 | мф | Паучок Итси-Битси                     | Itsy Bitsy Spider                         | учительница музыки          |
| 1996 | ф  | Богус                                 | Bogus                                     | Пенни                       |
| 1997 | мф | Анастасия                             | Anastasia                                 | Буферкова / старуха         |
| 1997 | ф  | Плутовство                            | Wag the Dog                               | Лиз Бацки                   |
| 1998 | мф | Карапузы                              | The Rugrats Movie                         | тётя Мириам Пиклз           |
| 1998 | мф | Секрет Н.И.М.Х. 2                     | The Secret of NIMH 2: Timmy to the Rescue | Мюриэль                     |
| 1999 | мф | Барток Великолепный                   | Bartok the Magnificent                    | Баба-яга                    |
| 2000 | ф  | Неудачник                             | Loser                                     | профессор                   |
| 2001 | ф  | Хедвиг и злосчастный дюйм             | Hedwig and the Angry Inch                 | Филлис Штайн                |
| 2001 | мф | Каникулы: Прочь из школы              | Recess: School’s Out                      | повариха Харриет            |
| 2001 | ф  | Парень хоть куда                      | All Over the Guy                          | доктор Эллен Вайкофф        |
| 2001 | мф | Джимми Нейтрон: Мальчик-гений         | Jimmy Neutron: Boy Genius                 | миссис Фол                  |
| 2002 | ф  | Моя большая греческая свадьба         | My Big Fat Greek Wedding                  | тётя Вула                   |
| 2004 | ф  | Мгновения Нью-Йорка                   | New York Minute                           | сенатор Анна Липтон         |
| 2005 | ф  | Продюсеры                             | The Producers                             | Kiss Me-Feel Me             |
| 2006 | ф  | Телевизор                             | The TV Set                                | Бекки                       |
| 2006 | мф | Братец медвежонок 2                   | Brother Bear 2                            | Анданте                     |
| 2006 | ф  | Как есть жареных червяков             | How to Eat Fried Worms                    | миссис Бромли               |
| 2006 | ф  | Чёрное Рождество                      | Black Christmas                           | Барбара «Мисс Мак» Макгенри |
| 2007 | мф | Барби в роли Принцессы Острова        | Barbie as the Island Princess             | королева Ариана             |
| 2009 | ф  | Сломанная вершина                     | Breaking Upwards                          | Хелейн                      |
| 2012 | ф  | Имоджен                               | Girl Most Likely                          | Зельда                      |
| 2014 | ф  | Ночь в музее: Секрет гробницы         | Night at the Museum: Secret of the Tomb   | архивист Роуз               |
| 2016 | ф  | Моя большая греческая свадьба 2       | My Big Fat Greek Wedding 2                | тётя Вула                   |
| 2016 | мф | Том и Джерри: Возвращение в страну Оз | Tom and Jerry: Back to Oz                 | тигр                        |
| 2018 | ф  | Диана                                 | Diane                                     | Бобби                       |
| 2018 | ф  | Маленькая Италия                      | Little Italy                              | Франка                      |
| 2023 | ф  | Моя большая греческая свадьба 3       | My Big Fat Greek Wedding 3                | тётя Вула                   |